# Na uglu Arbata i ulicy Bubulinas
Na uglu Arbata i ulicy Bubulinas (На углу Арбата и улицы Бубулинас) è un film del 1972 diretto da Manos Zacharias.

## Trama
La storia d'amore di uno scrittore greco e di un giornalista sovietico che lavoravano in Grecia al tempo dei "colonnelli neri".